# Coro Universitario de Valladolid
El Coro Universitario de Valladolid es un coro mixto fundado alrededor de 1950 en el ámbito de la Universidad de Valladolid (España). Todos sus componentes pertenecen o han pertenecido a esta universidad como estudiantes, profesoras o profesores, o personal de administración y servicios, contando actualmente con unas cincuenta voces. Tiene su sede en la Residencia Universitaria Alfonso VIII de Valladolid. Javier Fajardo dirige el coro desde 2017.

## Historia
En el curso 1950-51, el profesor Cayetano de Mergelina y Luna, rector magnífico de la Universidad de Valladolid, invitó al maestro Carlos Barrasa Urdiales (Quintanilla de Abajo, 1910 - Valladolid, 1993), que acababa de tomar las riendas de la Coral Vallisoletana a formar un coro universitario, siendo su base los estudiantes del Colegio Mayor de Santa Cruz, aunque abriendo sus puertas a todos los universitarios de la ciudad. Surgió así el Coro Universitario de Santa Cruz.
El maestro Barrasa también preparó al coro femenino del Colegio Mayor de María de Molina. La fusión de estos dos coros, solicitada por el propio Barrasa y aprobada por el rector en el curso 1958-59, dio lugar a un coro mixto denominado Coro Universitario Santa Cruz - María de Molina, germen de lo que, en el curso 1962-63 se convertiría en Coro Universitario de Valladolid.
En abril de 2013 forman parte de la grabación, en el Centro Cultural Miguel Delibes, de la banda sonora del cortometraje A través del espejo (2014) de Iván Mena Tinoco, con música compuesta por Zacarías M. de la Riva.
En octubre de 2015 el coro asiste al pase del corto A través del espejo en los cines Broadway de Valladolid, enmarcado en la SEMINCI de Valladolid.

## Dirección musical y artística
Desde 2017, Javier Fajardo Pérez-Sindín (Vivero, 1992) se encarga de la dirección musical y artística de la agrupación musical.

## Directores anteriores
- 2009-2017: Marcos Castán García[5]
- 1993-2008: José Martín González
- 1950-1993: Carlos Barrasa Urdiales

## Eventos regulares
El Coro Universitario participa regularmente en algunos eventos y ciclos musicales que se repiten periódicamente:
- Fiesta de Bienvenida de estudiantes extranjeros en la Universidad de Valladolid
- Concierto de Apertura de Curso (con la Joven Orquesta de la Universidad de Valladolid)
- Encuentro Coral de Música Navideña 'Domicio Cuadrado'
- Ciclo de Semana Santa Voces de Pasión[6]
- Procesión de Jueves Santo de la Hermandad Universitaria del Cristo de la Luz[7]
- Delibes Canta:[8] Conciertos participativos con la Orquesta Sinfónica de Castilla y León y otros coros de la comunidad en el Auditorio Miguel Delibes. Coros dirigidos por Jordi Casas Bayer.
- Concierto de Fin de Curso (junto al Grupo de Música Antigua)
- Actos académicos:
  - Apertura oficial del curso académico universitario
  - Clausura del curso
  - Investiduras de doctoras y doctores Honoris causa
  - Actos de graduación de las escuelas y facultades de la Universidad de Valladolid
  - Día del Doctor

## Organización
El Coro Universitario se constituyó como asociación cultural-musical en 1989. Desde entonces, su dirección y administración son ejercidas por la Asamblea General de socios (integrada por todos los miembros del coro) y la Junta Directiva (elegida por aquella).
Actualmente preside la asociación Iris Elena Muñoz Blanco. 
Los cargos de la Junta Directiva son:
- Presidencia
- Vicepresidencia / Tesorería
- Secretaría
- Archivo
- Vocalía / Jefatura de cuerda - Sopranos
- Vocalía / Jefatura de cuerda - Contraltos
- Vocalía / Jefatura de cuerda - Tenores
- Vocalía / Jefatura de cuerda - Bajos

### Acceso al coro
El Coro Universitario convoca pruebas de acceso a finales de septiembre o principios de octubre. 
Después de una primera prueba de oído y entonación, en el plazo de tres meses, se realiza una prueba del repertorio proporcionado a los y las aspirantes.

### Créditos universitarios
En convenio con la Universidad de Valladolid, cada curso de pertenencia al Coro puede convalidarse por un número determinado de créditos ECTS.